# Župnija Radovljica
Župnija Radovljica je rimskokatoliška teritorialna župnija Dekanije Radovljica Nadškofije Ljubljana. Župnijska cerkev v Radovljici je posvečena sv. Petru, apostolu.